# O Voo da Madrugada
O Voo da Madrugada é um livro de contos do escritor brasileiro Sérgio Sant'Anna. Foi publicado em 2003 e recebeu o Prêmio Portugal Telecom de Literatura Brasileira.
Foi leitura obrigatória para o vestibular de 2008 da Universidade Federal de Santa Maria (UFSM).